# NS 1200 (stoomlocomotief)
De serie NS 1200 was een serie sneltreinstoomlocomotieven met de asindeling 1B van de Nederlandse Spoorwegen (NS) en diens voorganger(s) Maatschappij tot Exploitatie van Staatsspoorwegen (SS) en Noord-Brabantsch-Duitsche Spoorweg-Maatschappij (NBDS).
Door het toenemende aantal mailtreinen kreeg de NBDS de behoefte aan meer en krachtigere locomotieven dan de bestaande serie 1-5. In oktober 1880 werden twee locomotieven besteld bij Hohenzollern in Düsseldorf-Grafenberg. De locomotieven vertoonden veel overeenkomsten met de serie 300 van de SS. De eerste locomotief kwam op 11 mei 1881 als NBDS 8 in dienst, de tweede volgde in juni als NBDS 9. In 1886 werd nog een derde locomotief besteld, die in juli 1887 als NBDS 10 in dienst werd gesteld.
In 1919 ging de NBDS op in de SS en werden de locomotieven in de SS nummering opgenomen als 281-283. Twee jaar later, in 1921, werd het materieelpark van de SS en de HSM samengevoegd en werden de locomotieven in de NS nummering opgenomen als 1201-1203. De van oorsprong linkse standplaats voor de machinist werd in 1923 verplaatst naar de rechterkant. De NS zette deze drie locomotieven voornamelijk in de rangeerdienst in. In 1932 werden de locomotieven buiten dienst gesteld. Er is geen exemplaar bewaard gebleven.

## Overzicht
| Fabrieksnummer | Bouwjaar | NBDS nummer | SS nummer | NS nummer | Afvoer | Bijzonderheden |
| -------------- | -------- | ----------- | --------- | --------- | ------ | -------------- |
| 161            | 1881     | 8           | 281       | 1201      | 1932   |                |
| 162            | 1881     | 9           | 282       | 1202      | 1932   |                |
| 428            | 1887     | 10          | 283       | 1203      | 1932   |                |